# Don Givens
Donald Joseph „Don“ Givens (* 9. August 1949 in Limerick) ist ein ehemaliger irischer Fußballspieler und -trainer.

## Sportlicher Werdegang
Givens rückte als Teenager in den Fokus von Manchester United und schloss sich 1966 dem Klub als Jugendspieler an. Der Stürmer rückte 1969 in die Wettkampfmannschaft auf, konnte sich aber in der First Division nicht durchsetzen und wurde an Luton Town in die Second Division abgegeben. 1972 wechselte er innerhalb der zweithöchsten Spielklasse zu den Queens Park Rangers, wo er in der Saison 1972/73 mit 23 Saisontoren nicht nur vor Gordon Bolland vom FC Millwall mit 19 Treffern und dem mit 17 Toren gleichauf liegenden Alan Gowling (Huddersfield Town) und Stuart Pearson (Hull City) sowie seinem Mannschaftskameraden Stan Bowles Torschützenkönig wurde, sondern auch an der Seite von Terry Venables, Dave Thomas und Phil Parkes wesentlich zum Wiederaufstieg des Londoner Klubs in die höchste Spielklasse beitrug. Der Klub etablierte sich schnell in der Spielklasse, unter dem 1974 verpflichteten Trainer Dave Sexton lieferte sich die Mannschaft in der Spielzeit 1975/76 ein Duell mit dem FC Liverpool um den Meistertitel und erreichte als Tabellenzweiter das beste Ergebnis der Vereinsgeschichte. Nach dem Abschied Sextons rutschte der Klub in der Tabelle ab, nach der auf dem letzten Nichtabstiegsplatz beendeten Spielzeit 1977/78 verließ auch Givens den Klub.
Jim Smith sollte beim von finanziellen Problemen geplagten Birmingham City eine neue Mannschaft aufbauen, nachdem in den Vorjahren Spieler wie Peter Withe, Kenny Burns oder Terry Hibbitt verkauft werden mussten. Dennoch gelang dem Klub ein Scoop, als der Argentinier Alberto Tarantini, der sich mit den Verantwortlichen von Boca Juniors zerstritten hatte und auf Druck der Vereinsverantwortlichen nur ins Ausland wechseln konnte, neben Givens verpflichtet wurde. Die Mannschaft stand jedoch direkt im Abstiegskampf, Anfang 1979 wurde Trevor Francis zur Auflösung der bestehenden Schulden im Angesicht des als wahrscheinlich anstehenden Gangs in die Zweitklassigkeit verkauft. Als Tabellendritter der Zweitligasaison 1979/80 kehrte Givens mit der Mannschaft direkt in die Erstklassigkeit zurück, im Endspurt stand er dabei jedoch leihweise für den AFC Bournemouth in der Fourth Division auf dem Platz. Im Laufe der folgenden Saison wurde er im Frühjahr 1981 an Sheffield United in die Third Division abgegeben.
1981 wechselte Givens zu Neuchâtel Xamax in die Schweizer Nationalliga A, wo er sich mit dem Klub regelmäßig im vorderen Bereich platzierte und teilweise die Qualifikation für den UEFA-Pokal schaffte. Am Ende der Spielzeit 1986/87 gewann er zum Abschluss seiner Karriere mit dem Klub den zweiten Meistertitel der Vereinsgeschichte.
Zwischen 1969 und 1981 bestritt Givens 56 Länderspiele für die irische Nationalmannschaft. Mit den dabei erzielten 19 Toren gehört er gleichauf mit John Aldridge und Tony Cascarino zu den besten Torschützen in der Geschichte der Auswahlmannschaft, mit der er die Teilnahme an einem großen Turnier regelmäßig verpasste.
1993 kehrte Givens zu Neuchâtel Xamax zurück und war einerseits Jugendtrainer und andererseits als Assistent Teil des Funktionsteams bei der Wettbewerbsmannschaft. 1997 wechselte er in die Jugendarbeit des FC Arsenal, ehe er 2000 von der Football Association of Ireland verpflichtet wurde. Lange Zeit war er hier Trainer der U-21-Auswahlmannschaft und Assistent bei der A-Nationalmannschaft. Nach dem Rücktritt Mick McCarthys im Herbst 2002 trainierte er die Nationalmannschaft bis zur Verpflichtung von Brian Kerr als Nachfolger 2003 interimistisch. Im Oktober 2007 kehrte er in die Verantwortung zurück, nachdem sich Verband und Kerrs Nachfolger Steve Staunton getrennt hatten. Im Frühjahr 2008 wurde Giovanni Trapattoni neuer Nationaltrainer.